# Слуцкая улица (Павловск)
Слу́цкая у́лица — улица в городе Павловске (Пушкинский район Санкт-Петербурга). Проходит от Садовой до Берёзовой улицы.
С 1912 года улица называлась Ушако́вской — по фамилии владельца дачи генерала П. Д. Ушакова. Начальный участок, примыкающий к Садовой улице, в начале XX века входил в состав Комиссаровской дороги (по деревне Комиссаровке, ныне Новосёлки). На другой стороне железной дороги её трассу сейчас сохраняет Вокзальная улица в Пушкине.
Примерно в 1918 году улицу переименовали в Слуцкую — в честь революционерки В. К. Слуцкой, погибшей под Павловском при доставке медикаментов красногвардейским отрядам.
Напротив дома 15 от Слуцкой улицы отходит безымянный переулок, соединяющий её с Детскосельской улицей. В начале XX века он именовался Пограничным переулком.